# Ruth Livier
Ruth Livier est une actrice américaine née le 28 juin 1975 à Guadalajara au Mexique.

## Filmographie

### Cinéma
- 1999 : Fly Boy : une infirmière
- 1999 : Bad City Blues : Dolores
- 1999 : Hash Brown's : Isabel
- 2004 : Cup O' Joe : Mary Molina
- 2007 : Game of Life : Marta
- 2007 : Anna Nicole : Nanny
- 2008 : Ranchero : Carmen
- 2008 : Los campeones de la lucha libre : Sorpresa
- 2008 : In Plain View : Yeni Martinez
- 2009 : Jusqu'en enfer : la femme du fermier
- 2014 : Revenge of the Bimbot Zombie Killers : Marianne
- 2016 : Game of Chance : Maggie Perez
- 2016 : A Knee Up : Marie
- 2019 : 5th of July : Maria
- 2021 : Blursday : Sarah
- 2022 : Doctor Strange in the Multiverse of Madness : Elena Chavez

### Télévision
- 1994 : Code Lisa : Kim (2 épisodes)
- 1996-1997 : Beverly Hills : Joy Taylor (3 épisodes)
- 1997 : Le Caméléon : Angela Miles (1 épisode)
- 1998-1999 : Spécial OPS Force : Katrina Herrera (3 épisodes)
- 1999 : Becker : une femme (1 épisode)
- 2000 : New York Police Blues : Rafaella Santos (1 épisode)
- 2000-2002 : Resurrection Blvd. : Yolanda Santiago (53 épisodes)
- 2002 : Haunted : Julia Caulfield (1 épisode)
- 2003-2005 : Les Rois du Texas : Yolanda et Cristina (2 épisodes)
- 2008-2010 : Ylse (12 épisodes)
- 2009 : Ghost Whisperer : une femme (1 épisode)
- 2011 : Switched : Margaret (2 épisodes)
- 2012 : Encounters : Ana (1 épisode)
- 2015 : Un mari suspect : L'Affaire Beresford-Redman : la gérante du parc d'attraction
- 2017-2020 : Elena d'Avalor : Dolores (4 épisodes)